# (7069) 1994 YG2
A (7069) 1994 YG2 a Naprendszer kisbolygóövében található aszteroida. Ueda Szeidzsi és Kaneda Hirosi fedezte fel 1994. december 30-án.